# Otto Marseus van Schrieck
Otto Marseus van Schrieck (Nimega, 1619 - Amsterdam, 1678) fou un pintor neerlandès de l'Edat d'Or neerlandesa. Són molt coneguts els seus quadres de boscos, flora i fauna.

## Biografia
Durant 1648-1657 va viure a Roma i Florència, junt amb els seus companys Matthias Withoos i Willem van Aelst, fins que es va establir definitivament a Amsterdam.
El 25 d'abril de 1664, es va casar amb Margarita Gysels, filla del gravador Cornelio Gysels. D'acord amb la biografia d'Otto escrita per Arnold Houbraken, a la seva etapa romana es va unir als «Bentvueghels» -associació informal de pintors flamencs i alemanys residents a Roma, establerta cap a 1620-, i era conegut com a «snuffelaer» (olisqueador) pel seu costum de capturar llargandaixos i serps estranys. El biògraf cita l'esposa del pintor, qui afirmava que el seu marit mantenia llargandaixos i serps en captivitat com a models per a les seves pintures.
Va ser un dels pintors que va treballar en els àlbums botànics d'Agnes Block.
- Plantes silvestres i papallones en un paisatge boscós (1670)
- Campanetes, gripau, i insectes (1660)
- Gerro amb flors i papellones (1669)